# A'Salfo
A'Salfo, pseudonimo di Salif Traoré (Abidjan, 15 marzo 1979), è un cantante ivoriano.
È il cantante del gruppo Magic System.

## Carriera
Nato il 15 marzo 1979 ad Abidjan, A'Salfo proviene da una famiglia di otto fratelli e sorelle. Suo padre è operaio in un'impresa edile, sua madre è una casalinga senza professione. Fin dalla tenera età, ha preferito la musica ai suoi studi sotto l'influenza del fratello maggiore Ali, che era un chitarrista.
Nel 1997 A'Salfo diventa uno dei membri fondatori del gruppo Magic System. Un gruppo formato da: Goudé, Tino e Manadja. Dopo il successo della hit Premier Gaou (300.000 singoli venduti solo in Francia) ha frequentato l'accademia di musica in Francia ed è diventato uno dei tenori degli artisti africani diplomati in musica. Il 20 agosto 2012 è stato nominato Ambasciatore di buona volontà dell'UNESCO da Irina Bokova per i suoi messaggi a favore della pace.
Nel 2016 e nel 2017 è stato giurato di The Voice Afrique Francophone. Trasferitosi in Francia nel dipartimento degli Yvelines nel 2000, A'Salfo sta gradualmente tornando in Costa d'Avorio. Lì, con Magic System, ha creato l'Anoumanbo Music Festival (FEMUA), che riunisce artisti africani nel quartiere in cui è cresciuto.
Nel 2023 ha conseguito un Master in Global Management presso la HEC Paris.